# Genealogisches Handbuch der baltischen Ritterschaften
Genealogisches Handbuch der baltischen Ritterschaften (Генеалогічний компендіум балтійського лицарства), або GHBR — німецький генеалогічний словник, присвячений німецьким шляхетним родинам Лівонії. Виданий у 1929—1939 роках у Герліці, у видавництві Штарке. Поділяється на 4 частини за землями, з яких свого часу складалася Лівонія: (1) Ліфляндія, (2) Естляндія, (3) Курляндія, (4) острів Езель. Над упорядкуванням першої частини працював ліфляндський історик Астаф фон Транзейє-Розенек, другої — естляндський історик Отто фон Штакельберг, третьої — курляндські історики Оскар Штавенгаген і Генріх фон цур Мюллен, четвертої — естляндський історик Миколай фон Ессен. У складанні словника взяли участь різні лицарські і дворянські товариства колишніх російських губерній — Ліфляндії, Естляндії та Курляндії. У 1961—1963 роках вийшли 2 томи списків осіб до Ліфлянської частини словника. З 2011 року публікується продовження словника під назвою «Genealogische Handbuch der Baltischen Ritterschaften (Neue Folge)». Цінне джерело з історії, генеалогії і геральдики балтійських німців та Східної Балтики.

## Видання
Genealogisches Handbuch der baltischen Ritterschaften. Görlitz: Starke Verlag, 1929—1939.  [Архівовано 29 січня 2022 у Wayback Machine.]
- Transehe-Roseneck, Astaf von. Genealogisches Handbuch der baltischen Ritterschaften. Teil 1-1: Livland. Görlitz, 1929. Band I.  [Архівовано 10 жовтня 2020 у Wayback Machine.]
- Transehe-Roseneck, Astaf von. Genealogisches Handbuch der baltischen Ritterschaften. Teil 1-2: Livland. Görlitz 1929. Band II.  [Архівовано 11 жовтня 2020 у Wayback Machine.]
- Stackelberg, Otto Magnus von. Genealogisches Handbuch der baltischen Ritterschaften. Teil 2-1.2: Estland. Görlitz, 1930. Band I, II.  [Архівовано 21 січня 2021 у Wayback Machine.]
- Stackelberg, Otto Magnus von. Genealogisches Handbuch der baltischen Ritterschaften. Teil 2-3: Estland. Görlitz, 1930. Band III.
- Stavenhagen, Oskar; Osten-Sacken, Wedig Bar. von der; Mühlen, Heinrich von zur. Genealogisches Handbuch der baltischen Ritterschaften. Teil 3-1: Kurland. Görlitz, 1930. Band I.  [Архівовано 28 лютого 2020 у Wayback Machine.]
- Stavenhagen, Oskar; Osten-Sacken, Wedig Bar. von der; Mühlen, Heinrich von zur. Genealogisches Handbuch der baltischen Ritterschaften. Teil 3-2: Kurland, Görlitz. Band II.  [Архівовано 9 жовтня 2020 у Wayback Machine.]
- Essen, Nikolai von. Genealogisches Handbuch der baltischen Ritterschaften. Görlitz, 1935.  [Архівовано 15 жовтня 2020 у Wayback Machine.]
перевидання: Essen, Nicolai von. Genealogisches Handbuch der Oeselschen Ritterschaft. Hannover-Döhren, 1971

## Частини
- Teil Livland / Genealogisches Handbuch der livländischen Ritterschaft: in 3 Bd. Görlitz: Starke Verlag, 1929.
  - Band 1, 1929.  [Архівовано 26 лютого 2017 у Wayback Machine.]
  - Band 2, 1935.  [Архівовано 26 лютого 2017 у Wayback Machine.]
- Teil Estland / Genealogisches Handbuch der estländischen Ritterschaft: in 3 Bd. Görlitz: Starke Verlag, 1930.
  - Band 1, 1935.  [Архівовано 28 березня 2019 у Wayback Machine.]
  - Band 2. Görlitz: Starke Verlag, 1930.
  - Band 3, 1930.  [Архівовано 29 вересня 2020 у Wayback Machine.]
- Teil Kurland / Genealogisches Handbuch der kurländischen Ritterschaft: in 2 Bd. Görlitz: Starke Verlag 
  - Band 1, 1939.  [Архівовано 28 листопада 2020 у Wayback Machine.]
  - Band 2, 1937.  [Архівовано 12 серпня 2020 у Wayback Machine.]
- Teil Oesel / Genealogisches Handbuch der Oeselschen Ritterschaft. Görlitz: Starke Verlag, 1935.  [Архівовано 15 жовтня 2020 у Wayback Machine.]

### Списки осіб
- Genealogisches Handbuch der baltischen Ritterschaften. Personenregister, T. Livland. Bd 1 / Bearb. Paulsen, Karl Johann. Görlitz, 1961—1963.
- Genealogisches Handbuch der baltischen Ritterschaften. Personenregister, T. Livland. Bd 2. Görlitz, 1959—1961.

### Продовження
- Genealogisches Handbuch der Baltischen Ritterschaften / Hrsg.: Verband der Baltischen Ritterschaften e.V. Verband der Baltischen Ritterschaften (utgivare). Hannover: Verb. der Baltischen Ritterschaften, 2011 —